# Lakatos István (labdarúgó)
Lakatos István (Budapest, 1999. április 4. –) magyar labdarúgó csatár, jelenleg a Szolnoki MÁV játékosa.

## Karrier
A Ferencváros saját nevelésű játékosa. A felnőtt csapatban első alkalommal 2015. május 12-én a Budapest Honvéd ellen megnyert 3-0-s ligakupa találkozón lépett pályára. Ezt követően a ligakupa-döntőjében, a Debrecen ellen is játszott.
A bajnokságban első alkalommal a 2015-2016-os évadban, 2015. szeptember 26-án a PAFC ellen debütált, amikor Stanislav Šesták cseréjeként állt be a második félidőben.
Ezzel a 2015–2016-os szezonban az NB I legfiatalabb pályára lépője lett, mindössze 16 évesen debütált az élvonalban. A következő szezonban a Ferencváros második csapatában szerepelt az NB III-ban, illetve a zöld-fehérek U19-es csapatában. 2017 júniusában egy évre a másodosztályú Soroksár SC vette kölcsön.

## Sikerei, díjai
- Ferencváros:
  - Magyar ligakupa-győztes: 1 (2015)
  - Magyar bajnokság-győztes: 1 (2016)
  - Magyar kupa-győztes: 1 (2016)